# باستر بيرسون
باستر بيرسون (بالإنجليزية: Buster Pearson)‏ هو وكيل مواهب ومدير مواهب بريطاني، ولد في 4 مايو 1941 في جامايكا، وتوفي في 14 أكتوبر 2012.

## وصلات خارجية
- باستر بيرسون على موقع IMDb (الإنجليزية)
- باستر بيرسون على موقع ميوزك برينز (الإنجليزية)
- باستر بيرسون على موقع ديسكوغز (الإنجليزية)